# ニコラ・ボードー
ニコラ・ボードー（Nicolas Baudeau、1730年4月24日 - 1792年）は、フランスの神学者、ジャーナリスト、重農主義の経済思想家。僧籍に入っていたことからボードー師(Abbé Baudeau)と呼ばれることもある。

## 生涯
アンボワーズに生まれる。父の職業は仕立て屋。ペリゴールのシャンスラド大修道院で宗教教育を受け、同修道院の参事会員となって神学を教えた。その後、1750年代にペリゴール出身のパリ大司教クリストフ・ド・ボーモンの招きでパリに出た。パリに出てから財政問題に関心をもつようになり、アンリ・ベルタンの知遇を得た。1763年に『国王の財政についての一市民の見解(Idées d’un citoyen sur l’administration des finances du Roi)』を公刊。ついで、1765年11月4日に、経済雑誌『市民日誌、国民精神時評(Ephémérides du citoyen ou Chronique de l’esprit national)』を創刊した。雑誌創刊後の論争を経て重農主義を受け入れ、また、その中心人物ケネーとも知り合った。このことから、『市民日誌』は重農主義の機関誌的な役割を果たすようになった。
1768年、ポーランド貴族マサルスキ公の要請で、ポーランドを訪問、あわせてリトアニア、ロシアなどを回った。この時期、『市民日誌』の編集権をデュ・ポン・ド・ヌムールに譲った。
帰国後の1771年に『経済哲学第一序説(Première introduction à la philosophie économique)』を出版し、重農主義の立場から国家を構成する生産階級が「相互にいかなる調和的関係を保っているか」を詳論した。
1775年1月、財務総監テュルゴーの後押しで、新たに雑誌『新市民日誌』を刊行開始した。

## ケネーとの相違
ボードーは、「農産物価値を(地主)前払いの回収部分とこれを上回る純収入部分とに区別し、前払いの回収部分が維持されるかぎり、純収入部分が(中略)どのように消費支出されようとも再生産の規模には無関係であるとして、(『経済表』の「原表」での)ケネーの(地主)消費主導論を否定した」。ただし、「ケネーが「範式」において新たに加えた論拠、すなわち地主による農産物への支出は最上質の農産物の価格を支え、したがってそのほかの農産物の良価を維持する効果をもつとした点は、これを支持した」。